# أرسكين أمو وايت
أرسكين أمو وايت (بالإنجليزية: Erskine Amo Whyte)‏ هو مقدم برامج إذاعية غاني، ولد في 21 أبريل 1992 في منطقة أشانتي في غانا.